# C/2019 U6 (Lemmon)
C/2019 U6 (Lemmon) ist ein Komet, der im Jahr 2020 nur mit optischen Hilfsmitteln zu beobachten war.

## Entdeckung und Beobachtung
Der Komet wurde am 31. Oktober 2019 auf Aufnahmen eines 1,5-m-Teleskops des Mount-Lemmon-Observatoriums in Arizona im Rahmen der Mount Lemmon Survey bei einer Helligkeit von etwa 20–21 mag entdeckt. Zu diesem Zeitpunkt war er noch etwa 3,5 AE von der Sonne und 2,8 AE von der Erde entfernt. Er befand sich damit im Bereich des Asteroidengürtels und bewegte sich weiter auf die Sonne zu. Nachträglich konnte er auf mehreren Aufnahmen von Pan-STARRS 2 auf Hawaiʻi nachgewiesen werden, die bis zum 6. November 2018 zurückreichen, als der Komet sich noch im Bereich jenseits der Umlaufbahn des Jupiter bewegte.
Während der ganzen Zeit seiner Erscheinung waren die Beobachtungsbedingungen sehr günstig von der Südhalbkugel aus, während er von der Nordhalbkugel bis Ende März 2020 nur kurz in der Abenddämmerung und dicht über dem südlichen Horizont sichtbar war. Die Helligkeit des Kometen stieg immer weiter an, sie erreichte Anfang April etwa 12 mag und lag Anfang Mai bereits bei etwa 8 mag. Kurz vor der größten Annäherung an die Sonne wurde im Juni eine maximale Helligkeit von 6 mag erreicht, so dass eine Erkennbarkeit mit bloßem Auge gerade nicht gegeben war.
Ab der zweiten Hälfte des Juli konnte der Komet von mittleren nördlichen Breiten nach Ende der Abenddämmerung wieder mit einem Fernglas im Westen beobachtet werden. Seine Helligkeit lag zu der Zeit noch bei etwa 8 mag. Zur gleichen Zeit war in ähnlicher Höhe über dem Horizont, aber weiter im Nordwesten, der wesentlich hellere Komet C/2020 F3 (NEOWISE) mit einem langen Schweif zu beobachten.
Die Helligkeit des Kometen Lemmon nahm in den folgenden Tagen und Wochen rasch ab und die letzten Beobachtungen gelangen am 28. November 2020 an einem Observatorium in Belgien bei etwa 19 mag.

## Wissenschaftliche Auswertung
Mit der Solar Wind ANisotropies (SWAN)-Kamera an Bord des Solar and Heliospheric Observatory (SOHO) wurde der Komet vom 28. April bis 29. Juli 2020 im ultravioletten Licht der Lyman-α-Linie des Wasserstoffatoms beobachtet. Daraus konnte die Produktionsrate von Wasser und deren zeitliche Veränderung bestimmt werden.

## Umlaufbahn
Für den Kometen konnte aus 1144 Beobachtungsdaten über einen Zeitraum von zwei Jahren eine elliptische Umlaufbahn bestimmt werden, die um rund 61° gegen die Ekliptik geneigt ist. Die Bahn des Kometen verläuft damit steil angestellt zu den Bahnebenen der Planeten. Im sonnennächsten Punkt (Perihel), den der Komet am 18. Juni 2020 durchlaufen hat, war er etwa 136,8 Mio. km von der Sonne entfernt und befand sich damit im Bereich etwas innerhalb der Umlaufbahn der Erde. Bereits am 16. Juni hatte er die Venus in etwa 125,7 Mio. km Abstand passiert und am 29. Juni erfolgte die größte Annäherung an die Erde bis auf etwa 123,7 Mio. km (0,83 AE). Weitere nennenswerte Annäherungen an die kleinen Planeten fanden nicht statt.
In der Nähe des aufsteigenden Knotens seiner Umlaufbahn bewegte sich der Komet um den 9. Juli 2020 in geringer Nähe zur Umlaufbahn der Erde, und zwar in nur etwa 4,20 Mio. km (0,028 AE) Abstand dazu. Das entspricht etwas weniger als dem elffachen mittleren Abstand des Mondes. Die Erde hatte diese Stelle ihrer Bahn allerdings bereits 7 ½ Wochen zuvor um den 16. Mai passiert, so dass der Komet der Erde nicht näher kam als wie zuvor genannt.
Nach den Bahnelementen, wie sie in der JPL Small-Body Database angegeben sind und die keine nicht-gravitativen Kräfte auf den Kometen berücksichtigen, hatte seine Bahn lange vor der Passage des inneren Sonnensystems noch eine Exzentrizität von etwa 0,99810 und eine Große Halbachse von etwa 482 AE, so dass seine Umlaufzeit bei etwa 10.600 Jahren lag. Durch die Anziehungskraft der Planeten, insbesondere durch Annäherungen an Uranus im Juni 2016 bis auf 11 ¾ AE, an Jupiter am 26. September 2020 bis auf etwa 4 ¼ AE und an Saturn am 19. Dezember 2020 bis auf knapp 9 AE, wurde seine Bahnexzentrizität auf etwa 0,99700 und seine Große Halbachse auf etwa 303 AE verringert, so dass sich seine Umlaufzeit auf etwa 5280 Jahre halbiert. Wenn der Himmelskörper um das Jahr 4660 den sonnenfernsten Punkt (Aphel) seiner Bahn erreicht, wird er etwa 91 Mrd. km von der Sonne entfernt sein, fast 606-mal so weit wie die Erde und 20-mal so weit wie Neptun. Seine Bahngeschwindigkeit im Aphel beträgt dann nur etwa 0,066 km/s. Der nächste Periheldurchgang des Kometen wird möglicherweise um das Jahr 7297 (Unsicherheit ±2 a) stattfinden.